# Chiesa di Santa Maria Assunta a Bonistallo

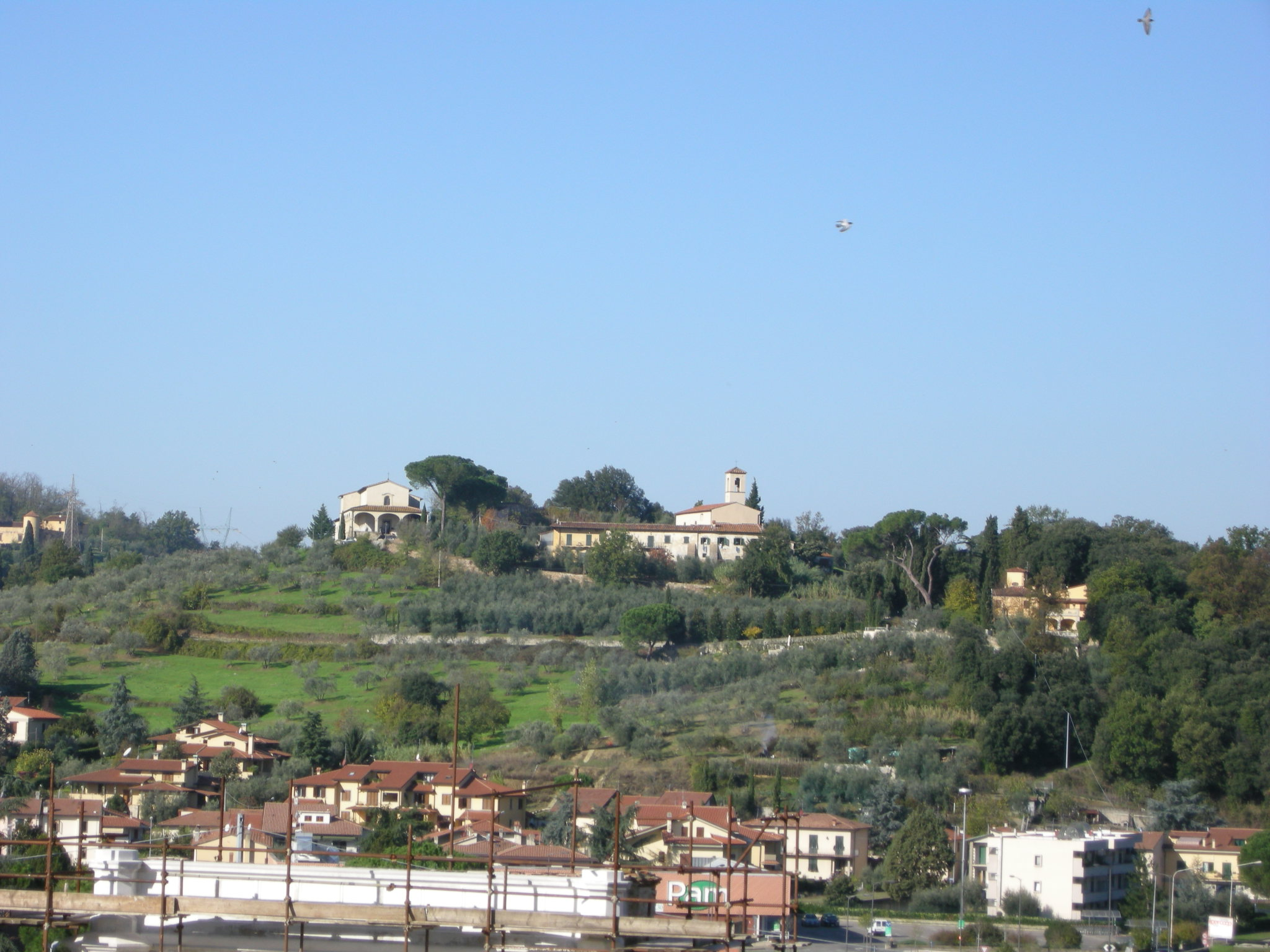
Veduta della collina di Bonistallo con le due chiese

La chiesa di Santa Maria Assunta a Bonistallo è documentata fin dal XIII secolo (Liber Focorum, A, XV,a), dipendente dalla Pieve di Carmignano.

## Storia e descrizione
La chiesa primitiva doveva essere un edificio di modeste dimensioni che subì ampliamenti in epoche successive. Il portico ancora oggi visibile fu costruito tra la fine del Seicento e il 1700.
La parrocchia fu trasferita nel 1903 nella nuova chiesa di Santa Maria del Rosario a Poggio a Caiano. Per pagare i debiti di quest'ultima, Santa Maria Assunta fu venduta e acquistata da Monsignor Ovidio Landini, cappellano di Palazzo Pitti. La chiesa fu per due terzi trasformata in appartamenti e dotata di un terrazzo, mentre rimase integra la zona dell'altare.
Alla morte di Mons. Landini la chiesa passò in eredità alla sorella, la contessa Corinna Landini, la quale la restituì come donazione alla Diocesi di Pistoia, grazie anche all'interessamento del sacerdote Ciro Puggelli, a patto che fosse ricostituita una parrocchia a Bonistallo, che fu intitolata a San Francesco d'Assisi, di cui la contessa era devota.
Fu così che nel 1922 fu ricostituita la parrocchia di Bonistallo con sede nell'adiacente oratorio seicentesco intitolato alla stimmate di San Francesco.
La chiesa di Santa Maria Assunta rimase adibita ad appartamenti fino al 2004, anno in cui è stata restaurata. Al suo interno è preservata un'iscrizione in caratteri latini in ricordo della visita e dell'indulgenza concessa da papa Leone X in occasione della festa di San Sebastiano nel 1515, l'iscrizione recita così:
LEO – PP - X - CUM - DIE – S – SEB – AN - D 
M – D – XV - AD - ECCÁM - HANC - S - M
PVENISSET – OIB – ET - SINGULIS – XPI –
FIDELIB QINDICTA - FESTIVITATE
S – SEB – DCAM – ECCLÁM – VISITARENT
ET - MANUS - PRO INSTAURATIONE -
DCE - ECCLE – PORREXINT - AD 
IUTRICES INDULGENTIÁ - ET - PLE
NARIA REMISSIONEM OIUM SOU 
PCTO - VIVE - VOCIS - ORACULO 
INDULXIT - ETÁSSUPTIOIS VGINIS – M -
CUIUSLIBET - ÀN - FESTIVITATIBUS
“Il papa Leone X nel giorno di San Sebastiano dell'anno del Signore 1515 venne in questa chiesa di Santa Maria. A tutti i fedeli cristiani che nella suddetta festa di San Sebastiano visitavano questa chiesa e avevano offerto aiuto per il restauro della chiesa, concesse a viva voce indulgenza e remissione plenaria di tutti i loro peccati ed anche nelle feste dell'Assunzione della Vergine Maria di qualsivoglia anno”.
Altro notevole elemento è il fonte battesimale datato nei documenti al 1652, un pregevole blocco di pietra serena, al quale furono battezzati illustri personaggi come la Beata Maria Margherita Caiani, fondatrice delle Minime Suore del Sacro Cuore di Poggio a Caiano.
Infine in questa chiesa furono seppellite in un ossario posto al centro della chiesa davanti all'altar maggiore ancora oggi visibile, le "intestine" dei granduchi Francesco I de' Medici e della sua consorte Bianca Cappello.